# Brotogeris
Brotogeris – rodzaj ptaków z podrodziny papug neotropikalnych (Arinae) w obrębie rodziny papugowatych (Psittacidae).

## Zasięg występowania
Rodzaj obejmuje gatunki występujące w Ameryce.

## Morfologia
Długość ciała 16–25 cm; masa ciała 52–80 g.

## Systematyka

### Etymologia
- Psittacula: nowołac. psittacula „papużka”, zdrobnienie łac. psittacus „papuga”, od gr. ψιττακος psittakos „papuga”[9].
- Brotogeris (Brotogerys): gr. βροτογηρυς brotogērus „z ludzkim głosem”, od βροτος brotos „człowiek”; γηρυς gērus głos[10].
- Sittace: łac. sittace „papuga”[11]. Gatunek typowy: Psittacus tuipara J.F. Gmelin, 1788.
- Caica: karaibska/gujańska nazwa Caica dla długoogonowej papugi[12]. Gatunek typowy: Psittacus (Caica) chrysopogon Lesson, 1842 (= Psittacus jugularis Statius Müller, 1776).
- Psittovius: epitet gatunkowy Psittacus tovi J.F. Gmelin, 1788[a][13]. Gatunek typowy: Psittacus tovi J.F. Gmelin, 1788 (= Psittacus jugularis Statius Müller, 1776).
- Tirica: epitet gatunkowy Psittacus tirica J.F. Gmelin, 1788; nazwa Tiriba oznaczająca w tupí „dzwoniący (ptak)” dla długoogonowej papugi[14]. Gatunek typowy: Psittacus tirica J.F. Gmelin, 1788.

### Podział systematyczny
Do rodzaju należą następujące gatunki:
- Brotogeris tirica (J.F. Gmelin, 1788) – stadniczka spiżowa
- Brotogeris sanctithomae (Statius Müller, 1776) – stadniczka żółtoczelna
- Brotogeris versicolurus (Statius Müller, 1776) – stadniczka białoskrzydła
- Brotogeris chiriri (Vieillot, 1818) – stadniczka żółtoskrzydła
- Brotogeris jugularis (Statius Müller, 1776) – stadniczka brązowoskrzydła
- Brotogeris pyrrhoptera (Latham, 1801) – stadniczka siwolica
- Brotogeris cyanoptera (von Pelzeln, 1870) – stadniczka niebieskosterna
- Brotogeris chrysoptera (Linnaeus, 1766) – stadniczka złotoskrzydła